# Piper pastasanum
Piper pastasanum là một loài thực vật có hoa trong họ Hồ tiêu. Loài này được Diels miêu tả khoa học đầu tiên năm 1937.